# Aeroporto di Stoccolma-Bromma
L'aeroporto di Stoccolma-Bromma (IATA: BMA, ICAO: ESSB), è un aeroporto situato nel quartiere Bromma della città di Stoccolma in Svezia.
L'impianto è il più vicino che serve Stoccolma, a soli 7,6 km a nord-ovest del centro della città.

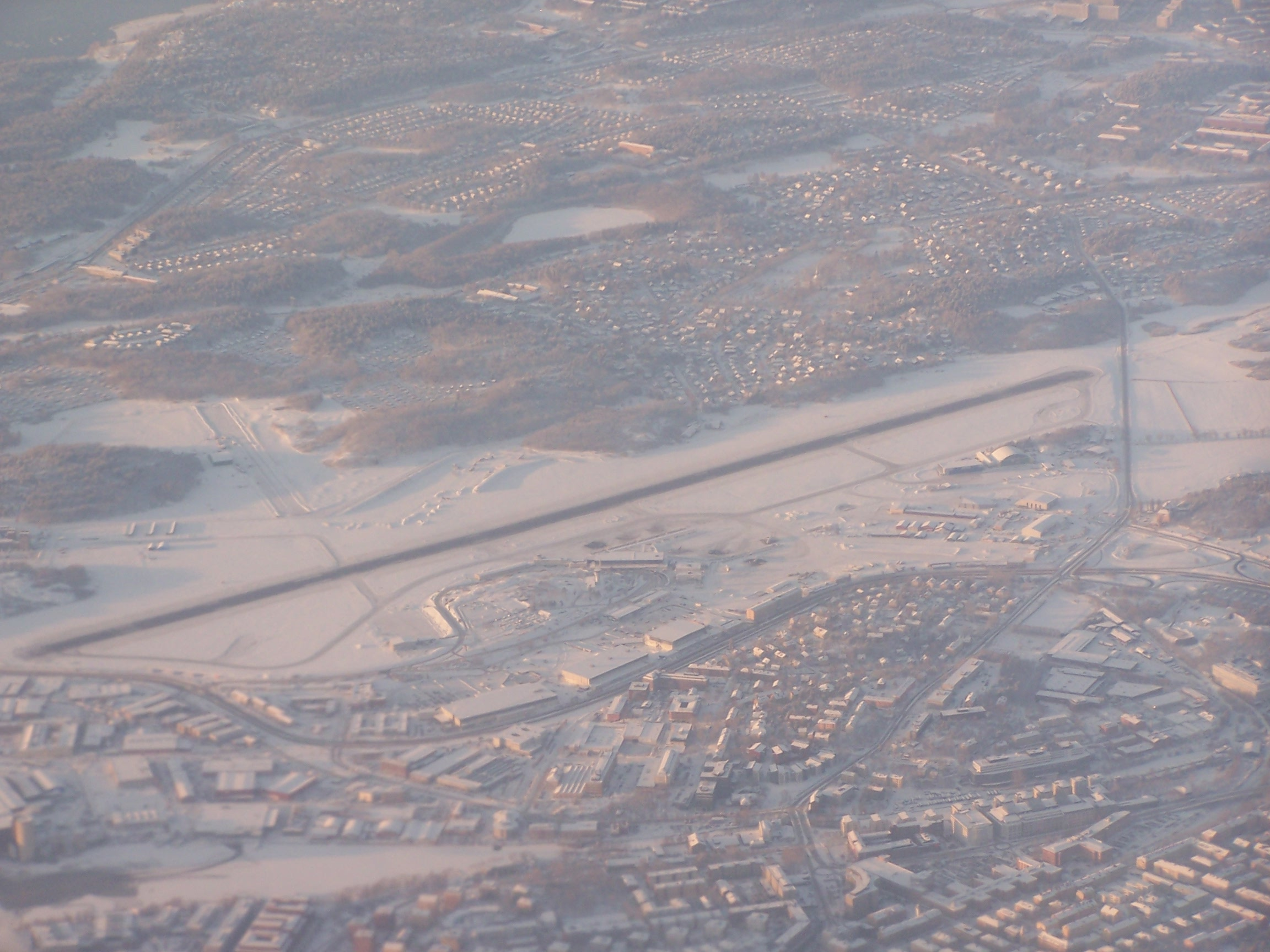
Vista aerea dell'aeroporto

## Storia
Nel corso degli anni '30 divenne evidente la necessità di dotare di un aeroporto adeguato Stoccolma, la capitale della Svezia. L'aeroporto fu inaugurato nel 1936 da re Gustavo V e fu il primo aeroporto in Europa ad avere piste con pavimentazione artificiale fin dall'inizio.
Durante la seconda guerra mondiale, numerosi aerei svedesi e britannici volarono verso il Regno Unito dall'aeroporto di Bromma. 
Dal momento che questi voli a volte trasportavano rifugiati norvegesi e danesi, l'aeroporto suscitò l'interesse delle spie tedesche infiltrate in Svezia e divenne oggetto di sabotaggi tra cui l'abbattimento di due Douglas DC-3 svedesi.
Dopo la guerra l'aeroporto ebbe un grande sviluppo e divenne la sede operativa delle due compagnie aeree nazionali, la Aktiebolaget Aerotransport (ABA), che in seguito divenne il partner svedese della Scandinavian Airlines System (SAS) e la Linjeflyg (principale compagnia aerea nazionale svedese che fu poi acquistata dal SAS).
Tuttavia la pista di Bromma divenne presto troppo breve per i nuovi aerei a reazione dei primi anni '60 e per il traffico intercontinentale tanto che tra il 1960 e il 1962 fu costruito il nuovo aeroporto di Stoccolma-Arlanda.
Con l'apertura dell'aeroporto di Arlanda nel 1960-62, vi venne trasferito tutto il traffico internazionale, mentre il trasferimento dei voli interni fu completato nel 1983. 
Bromma divenne così il dominio degli business jet, dell'aviazione generale, delle scuole di volo oltre che dei voli governativi.
Molti dei vecchi hangar furono separati dalla zona aeroportuale e trasformati in outlet adiacenti all'aeroporto. 
Con l'inizio delle operazioni della compagnia Malmö Aviation con i suoi voli verso Göteborg, Malmö e London City Airport l'aeroporto ha vissuto una sorta di rinascita.
Nel 2002 è stata costruita una nuova torre di controllo e il terminale che era diventato fatiscente dopo anni di abbandono è stato ristrutturato. 
L'aeroporto ha subito ulteriori miglioramenti nel 2005 ed è ora in grado di tenere separati i passeggeri che arrivano da dentro e da fuori dello spazio Schengen.